# Чемпіонат України з міні-ралі «Кубок Лиманів» 2015
Чемпіонат України з міні-ралі «Кубок Лиманів» 2015 — одинадцятий сезон «Кубку Лиманів» та перший сезон у статусі Чемпіонату України з міні-ралі.

## Етапи
|   | Назва перегонів     | Дати проведення         | Місцезнаходження траси (штабу) | Кількість єкіпажів |
| 1 | Ралі «Єдина Країна» | 23-24 травня, 2015 року | Миколаїв, Зайчівське           |                    |
| 2 | Ралі «Куяльник»     | 8-9 серпня, 2015 року   | Одеса, Северинівка             |                    |
| 3 | Ралі «За мир»       | 5-6 вересня, 2015 року  | Миколаїв, Зайчівське           |                    |
| 4 | Ралі «Аккерман»     | 17-18 жовтня, 2015 року | Білгород-Дністровський         |                    |

## Переможці та призери

### Командний залік
| Місце | Назва команди         | Місто    | Очки |
| 1     | Virtus Racing         | Донецьк  | 66   |
| 2     | Ultra GP              | Київ     | 56   |
| 3     | Vortex                | Київ     | 49   |
| 4     | Shapovalov Rally Team | Одеса    | 44   |
| 5     | Junior Way Team       | Черкаси  | 44   |
| 6     | Odessa Rally Team     | Одеса    | 29   |
| 7     | Экспресс-Авто         | Миколаїв | 13   |

### Абсолютний залік
| Місце | Перші пілоти            | Другі пілоти          |
| 1     | Денис Сидоров (Вінниця) | Микола Романов (Київ) |
| 2     | Олексій Долот (Донецьк) | Дмитро Касап (Одеса)  |
| 3     | Руслан Топор (Одеса)    | Марина Перова (Одеса) |

### Клас P8
| Місце | Перші пілоти            | Другі пілоти          |
| 1     | Денис Сидоров (Вінниця) | Микола Романов (Київ) |
| 2     | Олексій Долот (Донецьк) | Дмитро Касап (Одеса)  |
| 3     | Руслан Топор (Одеса)    | Марина Перова (Одеса) |

### Клас P7
| Місце | Перші пілоти            | Другі пілоти              |
| 1     | Павло Гонтовий (Київ)   | Іван Герман (Київ)        |
| 2     | Дмитро Роткевич (Одеса) | Олександр Вороний (Одеса) |
| 3     | Андрій Зізак (Одеса)    | Андрій Ніколаєв (Одеса)   |

### Клас PS6
| Місце | Перші пілоти                     | Другі пілоти               |
| 1     | Вадим Снігуров (Дніпропетровськ) | Євген Сокур (Київ)         |
| 2     | Валентин Грушевий (Одеса)        | Андрій Хорольський (Київ)  |
| 3     | Володимир Волошин (Одеса)        | Володимир Щербаков (Одеса) |

### Клас P6
| Місце | Перші пілоти                 | Другі пілоти                |
| 1     | Владислав Середенко (Сніжне) | В'ячеслав Стойчев (Донецьк) |
| 2     | Павло Малов (Черкаси)        | Олег Пантєлєй (Донецьк)     |
| 3     | Василь Кобенок (Донецьк)     | Євген Бондаренко (Одеса)    |

### Клас P5
| Місце | Перші пілоти                  | Другі пілоти                  |
| 1     | Олександр Біченко (Маріуполь) | Олександр Маньківський (Київ) |
| 2     | Володимир Бєлоусов (Київ)     | Юрій Карпенко (Херсон)        |
| 3     | Роман Жельніо (Херсон)        | Дар'я Терещенко (Київ)        |